# Mihajlovo
Mihajlovo (serbisch-kyrillisch Михајлово, ungarisch Magyarszentmihály, deutsch Michajlowo) ist ein Ort im serbischen Banat und gehört zum Verwaltungsgebiet der Stadt Zrenjanin. Das Dorf wurde, wie auch die katholische Kirche im Ort, nach dem Erzengel Michael benannt.

## Demografie
In Mihajlovo leben nach einer Volkszählung aus dem Jahr 2002 insgesamt 803 volljährige Personen in 352 Haushalten. Das Durchschnittsalter der Einwohner liegt bei 40,5 Jahren (39,7 bei der männlichen und 41,3 bei der weiblichen Bevölkerung). Das Dorf hat mit knapp 95 % der Einwohner eine klare ungarische Mehrheit.
| Bevölkerungsentwicklung |           |
| Jahr                    | Einwohner |
| 1948                    | 1373      |
| 1953                    | 1286      |
| 1961                    | 1409      |
| 1971                    | 1252      |
| 1981                    | 1318      |
| 1991                    | 1153      |
| 2002                    | 1004      |